# Hilia Barber
Pour les articles homonymes, voir Barber.
Hilia Barber est une politicienne bissaoguinéenne qui a été la première femme ministre des Affaires étrangères du pays en 1999. Elle a également été ambassadrice du pays en France et en Israël.

## Carrière
Hilia Barber a une longue histoire dans le service extérieur. En 1982, elle est chef du département Europe-Amérique du ministère des Affaires étrangères de Guinée-Bissau. À ce titre, elle fait partie d'une délégation envoyée à Cuba pour négocier l'assistance technique, les bourses internationales et la formation militaire.  Elle présente ses lettres de créance au Président israélien Ezer Weizman le 17 avril 1996. Elle est le premier ambassadeur de Guinée-Bissau en Israël.  Tout en assumant ce rôle, en juillet 1998, elle réussit à obtenir une aide humanitaire du gouvernement israélien pour aider à soulager les souffrances résultant de la guerre civile en Guinée-Bissau.
Au début de 1999, Hilia Barber est nommée ministre des Affaires étrangères, elle est la première femme à occuper ce poste. Elle est remplacée par José Pereira Baptista plus tard la même année.  En 2013, Barber devient l'ambassadeur de Guinée-Bissau en France.